# 嗚呼 すすきの/地球は今日も愛を育む
「嗚呼 すすきの/地球は今日も愛を育む」（ああ すすきの/ちきゅうはきょうもあいをはぐくむ、英題：Oh Susukino / Earth helps grow love again today）は、スマイレージのメジャー17枚目のシングル。2014年8月20日にアップフロントワークス（hachamaレーベル）から発売された。

## 概要
- 初回生産限定盤A・B・C・D、通常盤A・Bの6形態での発売。
- 初回生産限定盤はCD+DVD、通常盤はCDのみの商品構成。
- 初回生産限定盤のみ、イベント抽選シリアルナンバーカード封入。
- 通常盤の初回仕様のみ、トレカサイズ生写真ソロ6種+集合1種よりランダムにて1枚封入(通常盤Aは「嗚呼 すすきの」Ver.、通常盤Bは「地球は今日も愛を育む」Ver.)
- オリコンチャートでは5位を獲得。4位以降の順位になるのは、2012年の「寒いね。」以来1年9か月ぶり。
- 本作が「スマイレージ」名義最後のシングルであり、2012年初頭の「チョトマテクダサイ!」から続いた6人体制での最後のシングルとなる。また、つんく♂プロデュースによる最後の作品でもある。

## 収録曲
全作詞・作曲：つんく

### 通常盤A・初回生産限定盤A・C
1. 嗚呼 すすきの
編曲：大久保薫
2. 地球は今日も愛を育む
編曲：MEG.ME
3. 嗚呼 すすきの（Instrumental）
4. 地球は今日も愛を育む（Instrumental）

### 通常盤B・初回生産限定盤B・D
1. 地球は今日も愛を育む
2. 嗚呼 すすきの
3. 地球は今日も愛を育む（Instrumental）
4. 嗚呼 すすきの（Instrumental）

初回生産限定盤A付属DVD
1. 嗚呼 すすきの（Music Video）

初回生産限定盤B付属DVD
1. 地球は今日も愛を育む（Music Video）

初回生産限定盤C付属DVD
1. 嗚呼 すすきの（Dance Shot Ver.）
2. 嗚呼 すすきの（ジャケット・MV撮影メイキング＆オフショット映像）

初回生産限定盤D付属DVD
1. 地球は今日も愛を育む（Dance Shot Ver.）
2. 地球は今日も愛を育む（ジャケット・MV撮影メイキング＆オフショット映像）

## 参加メンバー
- 1期：和田彩花、福田花音
- 2期：中西香菜、竹内朱莉、勝田里奈、田村芽実

## 参加ミュージシャン
嗚呼 すすきの
- キーボード&プログラミング：大久保薫
- コーラス：福田花音

地球は今日も愛を育む
- プログラミング：MEG.ME
- コーラス：和田彩花・福田花音・竹内朱莉・MEG.ME

## 地球は今日も愛を育む（笠原桃奈のカバー）
「地球は今日も愛を育む」は、笠原桃奈のデジタル・ダウンロード・シングル。2021年11月16日にアップフロントワークスから配信された。

### 概要
- 2021年11月15日をもってアンジュルム及びハロー!プロジェクトを卒業した笠原桃奈が卒業公演で歌唱した「地球は今日も愛を育む」を16日0時より配信開始[1]。

### 収録曲
1. 地球は今日も愛を育む
  - 歌：笠原桃奈
  - 作詞・作曲：つんく　編曲：MEG.ME